# Puchar Australii i Oceanii w snowboardzie 2015
Puchar Australii i Oceanii w snowboardzie w sezonie 2015/2016 była to kolejna edycja tej imprezy. W cyklu rozegrano trzy konkurencje: slopestyle, half-pipe i snowcross.

## Konkurencje
- Slopestyle
- Half-pipe
- Snowcross

## Mężczyźni

### Kalendarz i wyniki
| Lp. | Data            | Miejsce      | Konkurencja | Zwycięzca       | 2. miejsce          | 3. miejsce     |
| 1.  | 25 lipca 2015   | Cardrona     | Slopestyle  | Tiarn Collins   | Martin Jaureguialzo | Liam Whiley    |
| 2.  | 26 lipca 2015   | Cardrona     | Halfpipe    | Freeman Andrews | Tiarn Collins       | Fletcher Craig |
| 3.  | 5 sierpnia 2015 | Mount Hotham | Snowcross   | Alex Pullin     | Matthew Thomas      | Senna Leith    |
| 4.  | 6 sierpnia 2015 | Mount Hotham | Snowcross   | Alex Pullin     | Cameron Bolton      | Adam Lambert   |

### Klasyfikacje
| Lp. | Zawodnik         | Punkty |
| --- | ---------------- | ------ |
| 1.  | Alex Pullin      | 640    |
| 2.  | Matthew Thomas   | 400    |
| 3.  | Cameron Bolton   | 320    |
| 3.  | Adam Dickson     | 320    |
| 5.  | Senna Leith      | 307    |
| 6.  | Duncan Campbell  | 272    |
| 7.  | Adam Lambert     | 269    |
| 8.  | Karel van Goor   | 195    |
| 9.  | Yoshiki Takahara | 192    |
| 10. | Josh Miller      | 186    |

| Lp. | Zawodnik            | Punkty |
| --- | ------------------- | ------ |
| 1.  | Tiarn Collins       | 200    |
| 2.  | Martin Jaureguialzo | 160    |
| 3.  | Liam Whiley         | 120    |
| 4.  | Fletcher Craig      | 100    |
| 5.  | Lachlan Blackmore   | 90     |
| 6.  | Luke Sinclair       | 80     |
| 7.  | Samuel Christie     | 72     |
| 8.  | Ronan Thompson      | 64     |
| 9.  | Kim Gyeong-uk       | 58     |

| Lp. | Zawodnik          | Punkty |
| --- | ----------------- | ------ |
| 1.  | Freeman Andrews   | 200    |
| 2.  | Tiarn Collins     | 160    |
| 3.  | Fletcher Craig    | 120    |
| 4.  | Ronan Thompson    | 100    |
| 5.  | Lachlan Blackmore | 90     |
| 6.  | Liam Whiley       | 80     |
| 7.  | Luke Sinclair     | 72     |
| 8.  | Kim Gyeong-uk     | 64     |

## Kobiety

### Kalendarz i wyniki
| Lp. | Data            | Miejsce      | Konkurencja | Zwycięzca            | 2. miejsce      | 3. miejsce       |
| 1.  | 25 lipca 2015   | Cardrona     | Slopestyle  | Zoi Sadowski-Synnott | Julianne Oneill | Kristal Roberts  |
| 2.  | 26 lipca 2015   | Cardrona     | Halfpipe    | Emily Arthur         | Julianne Oneill | Anni Halonen     |
| 3.  | 5 sierpnia 2015 | Mount Hotham | Snowcross   | Belle Brockhoff      | Georgia Baff    | Mollie Fernandez |
| 4.  | 6 sierpnia 2015 | Mount Hotham | Snowcross   | Belle Brockhoff      | Georgia Baff    | Emily Boyce      |

### Klasyfikacje
| Lp. | Zawodniczka      | Punkty |
| --- | ---------------- | ------ |
| 1.  | Belle Brockhoff  | 400    |
| 2.  | Georgia Baff     | 320    |
| 3.  | Mollie Fernandez | 210    |
| 4.  | Brooke Brewer    | 172    |
| 5.  | Emily Boyce      | 160    |
| 5.  | Geneva Guy       | 160    |
| 7.  | Ellise Turner    | 154    |
| 8.  | Chloe McIvor     | 140    |
| 9.  | Sarah Lambert    | 136    |
| 10. | Maisie Phillips  | 106    |

| Lp. | Zawodniczka          | Punkty |
| --- | -------------------- | ------ |
| 1.  | Zoi Sadowski-Synnott | 200    |
| 2.  | Julianne Oneill      | 160    |
| 3.  | Kristal Roberts      | 120    |
| 4.  | Dakota Craig         | 100    |
| 5.  | Corrah Phillips      | 90     |

| Lp. | Zawodniczka          | Punkty |
| --- | -------------------- | ------ |
| 1.  | Emily Arthur         | 200    |
| 2.  | Julianne Oneill      | 160    |
| 3.  | Anni Halonen         | 120    |
| 4.  | Dakota Craig         | 100    |
| 5.  | Zoi Sadowski-Synnott | 90     |